# Al-Muntaszir abbászida kalifa
Al-Muntaszir billáh (arab betűkkel المنتصر بالله – al-Muntaṣir billāh), eredeti nevén Abu Dzsaafar Muhammad (arabul أبو جعفر محمد – Abū Ǧaʿfar Muḥammad; (837 – Mezopotámia, Szamarra, 862. június 25.), al-Mutavakkil fia volt az Abbászida-dinasztia tizenegyedik kalifája (uralkodott 861 decemberétől haláláig). Melléknevének (al-Muntaszir billáhi) jelentése: [Istennel] diadalmaskodó. Apjától szerezte meg a trónt.
Al-Muntaszirról nem sokat tudunk. Anyja egy görög származású rabszolganő volt, és 851-ben ő vezette a zarándoklatot Mekkába. Tabari közlései szerint apja végrendeletében őt és két fivérét jelölte ki örököseinek, ám ezt élete vége felé valamilyen oknál fogva – talán fia lazább vallási nézetei miatt – meg akarta változtatni al-Muntaszir rovására. A herceg erre lepaktált az egyik szamarrai török csoportosulással, akik 861 decemberében meggyilkolták al-Mutavakkilt és vezírjét, a szintén török al-Fath ibn Hákánt, és fivérét tették trónra. A gyilkosság volt az ún. szamarrai anarchia kezdete. Al-Muntaszir alig fél évig uralkodott, amikor váratlanul meghalt – meglehet, megmérgezték. Uralkodása alatt mindössze annyit tett, hogy feloldotta a síitákat sújtó zarándoklati tilalmat Huszajn imám kerbelai sírjához, illetve lemondatta fivéreit az al-Mutavakkil öröklési rendje alapján élvezett jogaikról.
Halálát követően a szamarrai török hadvezérek frakciói vették kezükbe az irányítást, és egy nagybátyját emelték trónra al-Musztaín néven.